# سرچم دهارون
سرچم دهارون، روستایی در دهستان بولی بخش بولی شهرستان چوار در استان ایلام ایران است.

## جمعیت
بر پایه سرشماری عمومی نفوس و مسکن در سال ۱۳۹۵، جمعیت این روستا برابر با ۴۹ نفر (۱۲ خانوار) بوده‌است.